# 俄羅斯科學院

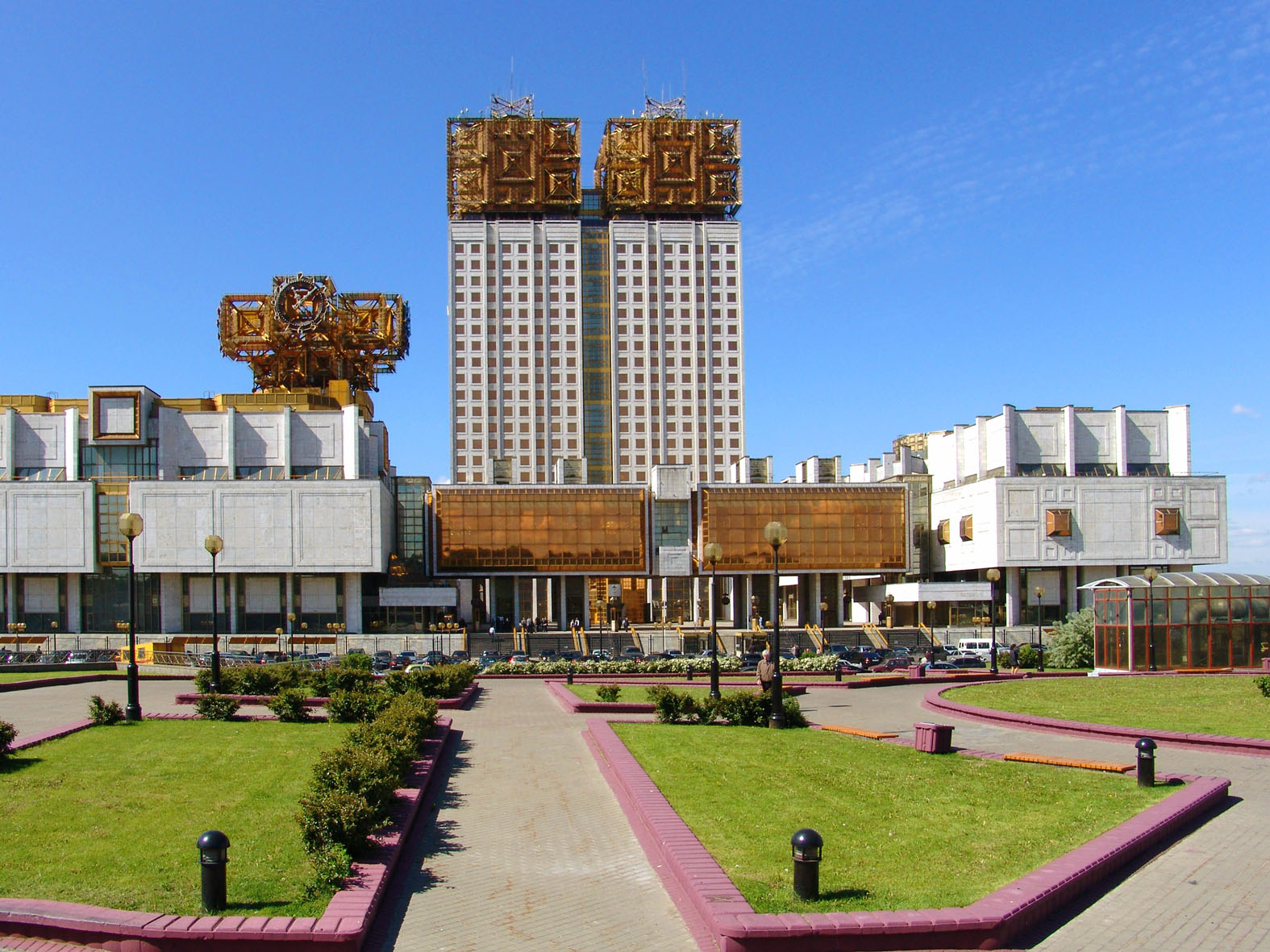
俄羅斯科學院位於莫斯科的總部

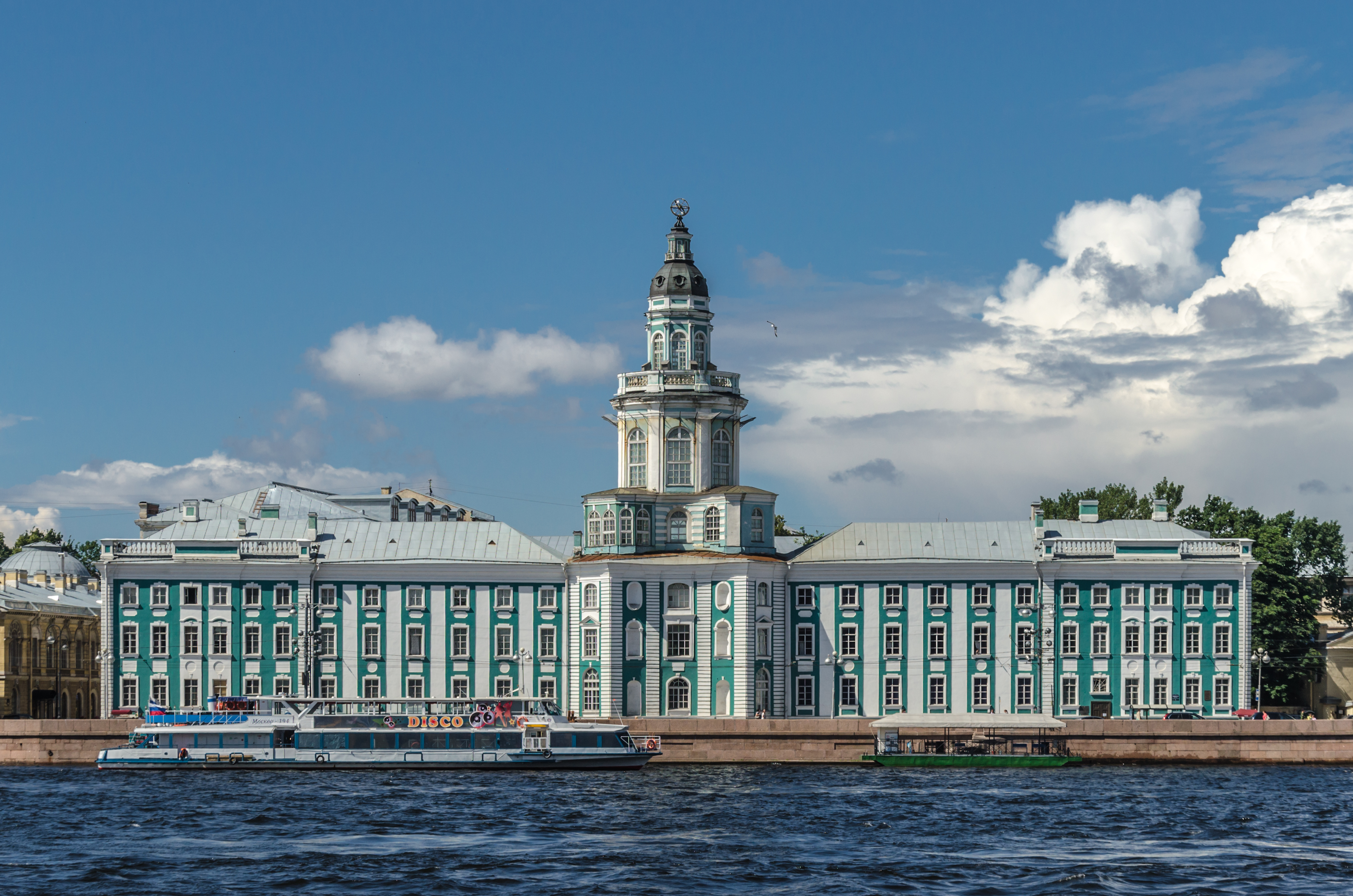
位於聖彼得堡的原始總部，現為藝術間

俄羅斯科學院（俄语：Росси́йская акаде́мия нау́к，俄文縮寫PAH）是俄羅斯的國家學術機構。是一個公共且非營利組織，也是世界上重要研究機構之一。1724年由彼得一世建立，称彼得堡科学院。十月革命后改名苏联科学院，1934年迁至現今的總部，位於莫斯科。蘇聯解體後改回原名至今。
截至2025年6月8日，俄罗斯科学院共有865名院士、1134名通讯院士和713名俄罗斯科学院教授（其中的188名俄罗斯科学院教授兼有通讯院士身份、31名俄罗斯科学院教授兼有院士身份）。

## 歷史
彼得堡科學院是彼得大帝遊歷西歐及其高等教育中心後獲得的靈感的結晶，也是他與哲學家、數學家和外交官戈特弗里德·萊布尼茨通信的開始。彼得大帝的西歐之旅使他接觸啟蒙時期的新發明和新思想。彼得大帝希望透過學術體系的現代化來促進俄羅斯的教育和科學發展，就像他在西歐所看到的那樣，萊布尼茨被這種願望所吸引，儘管在彼得大帝第一次歐洲之行期間，萊布尼茨未能與彼得大帝會面。不過，萊布尼茲確實開始與彼得大帝的顧問通信，討論了實現俄羅斯西化的不同計劃。萊布尼茨建議進行教育改革，劃分學校、大學和學院，並創建新的學院和學校。此外，萊布尼茲也建議建立一個由頂尖外國學者組成的藝術與科學學院。
根據萊布尼茨的建議，彼得大帝在他去世前一年，即1724年1月創立了彼得堡科學院，1724年2月8日參議院法令頒布學院的成立，仿照巴黎科學院和柏林科學院的集中式架構。這些模範機構造就了一個由哲學家組成的受過良好教育的社會，這正是彼得大帝希望俄羅斯實現的。尤其是柏林科學院，它是由萊布尼茨創立的，這充分體現了萊布尼茨對彼得堡科學院創建的影響。巴黎科學院由國王直接管理，這促使彼得大帝任命自己為彼得堡科學院最高院長，儘管科學院可以設立院長一職。

## 学院相关的诺贝尔奖获得者
- 巴甫洛夫 诺贝尔生理学或医学奖 1904年
- 伊利亞·梅契尼可夫 诺贝尔生理学或医学奖 1908年
- 伊万·蒲宁 诺贝尔文学奖 1933年
- 尼古拉·尼古拉耶维奇·谢苗诺夫 诺贝尔化学奖 1956年
- 伊戈尔·叶夫根耶维奇·塔姆 诺贝尔物理学奖 1958年
- 伊利亚·米哈伊洛维奇·弗兰克 诺贝尔物理学奖 1958年
- 帕维尔·阿列克谢耶维奇·切连科夫 诺贝尔物理学奖 1958年
- 朗道 诺贝尔物理学奖 1962年
- 尼古拉·根纳季耶维奇·巴索夫 诺贝尔物理学奖 1964年
- 亚历山大·米哈伊洛维奇·普罗霍罗夫 诺贝尔物理学奖 1964年
- 米哈伊尔·亚历山大罗维奇·肖洛霍夫 诺贝尔文学奖 1965年
- 亚历山大·伊萨耶维奇·索尔仁尼琴 诺贝尔文学奖 1970年
- 列昂尼德·维塔利耶维奇·坎托罗维奇 诺贝尔经济学奖 1975年
- 安德烈·德米特里耶维奇·萨哈罗夫 诺贝尔和平奖 1975年
- 彼得·列昂尼多维奇·卡皮察 诺贝尔物理学奖 1978年
- 若列斯·伊万诺维奇·阿尔费罗夫 诺贝尔物理学奖 2000年
- 阿列克谢·阿列克谢耶维奇·阿布里科索夫 诺贝尔物理学奖 2003年
- 维塔利·拉扎列维奇·金兹堡 诺贝尔物理学奖 2003年
- 安德烈·蓋姆 諾貝爾物理學獎 2010年

## 荣誉
- 友谊勋章（2007年，越南）[6]

## 外部連結
- RAS web site（页面存档备份，存于）
- Web site of RAS management
- Russian Space Science Internet Network（页面存档备份，存于）
- Satellite photo of the RAS Main Building（页面存档备份，存于）
- Satellite photo of the RAS Old Building（页面存档备份，存于）